# Josef Granabetter
Josef Granabetter (* 25. Oktober 1941) ist ein ehemaliger österreichischer Fußballspieler.

## Spielerkarriere

### Vereine
Granabetter spielte 17-jährig zunächst für den ASV Siegendorf in der seinerzeit zweithöchsten Spielklasse im österreichischen Fußball, der Staatsliga B, von 1959 bis 1964 dann in der Regionalliga Ost, neben der Regionalliga West und Mitte, eine von drei Regionalligen als Unterbau zur seinerzeit bestehenden Staatsliga A. Mit Saisonbeginn 1964/65 zum Ligakonkurrenten SC Eisenstadt gewechselt, kam er für diesen bis zum Saisonende 1966/67 zum Einsatz, bevor er mit ihm – als Zweitligameister aus der Regionalliga Ost hervorgegangen – in die Nationalliga aufstieg. In einem Teilnehmerfeld von 14 Mannschaften konnte der Klassenverbleib mit Platz zehn gesichert werden. In der Nationalliga bestritt er 21 Punktspiele, in denen er zwei Tore erzielte. Er debütierte am 9. September 1967 (4. Spieltag) bei der 0:1-Niederlage im Heimspiel gegen den SV Austria Salzburg; seine beiden Tore erzielte er am 26. Mai 1968 (24. Spieltag) beim 4:1-Sieg im Auswärtsspiel gegen den First Vienna FC mit den Treffern zum 1:1 in der 23. und zum 3:1 in der 65. Minute. In der Folgesaison erzielte er ebenfalls zwei Tore, jedoch in 23 Punktspielen; am Saisonende beendete er seine Spielerkarriere und begann mit seiner Trainerkarriere.

### Nationalmannschaft
Granabetter kam 1967 für die Amateurnationalmannschaft im Wettbewerb um den UEFA Amateur Cup zum Einsatz, an dessen Ende der Pokalgewinn stand. Am 18. Juni gehörte er der Finalmannschaft an, die in Palma mit 2:1 über die Amateurnationalmannschaft Schottlands gewann.

## Trainerkarriere
Vom 1. Jänner 1970 bis 14. September 1976 trainierte er vier burgenländische Vereine. Er begann sein Trainertätigkeit in Klingenbach beim dort ansässigen ASKÖ Klingenbach in der II. Klasse B Gruppe Nord und übte sie bis zum 30. Juni 1972 aus. Danach war er zwei Jahre lang verantwortlich für den SC Neusiedl am See, bevor er ein Jahr lang den SV Leithaprodersdorf übernahm. Sein letztes Traineramt übte er beim SC Eisenstadt in der Zeit vom 1. Juli 1975 bis zum 14. September 1976 aus.